# Бюрги, Йост
Йост Бю́рги (Jost Bürgi; 28 февраля 1552, Лихтенштейг — 31 января 1632, Кассель) — швейцарский и немецкий математик, астроном, часовщик и приборостроитель. Один из первых изобретателей часов с маятником, известен также как автор логарифмических таблиц, которые разработал практически одновременно с Непером.

## Биография
Родился в 1552 году в Швейцарии. С 1579 по 1604 год был придворным астрономом ландграфа Гессен-Касселя Вильгельма IV. С 1604 по 1630 год состоял на службе у императора Рудольфа II в Праге, где придворным астрономом был Иоганн Кеплер. В 1631 году, за год до своей смерти, он вернулся в Кассель.

## Изобретения

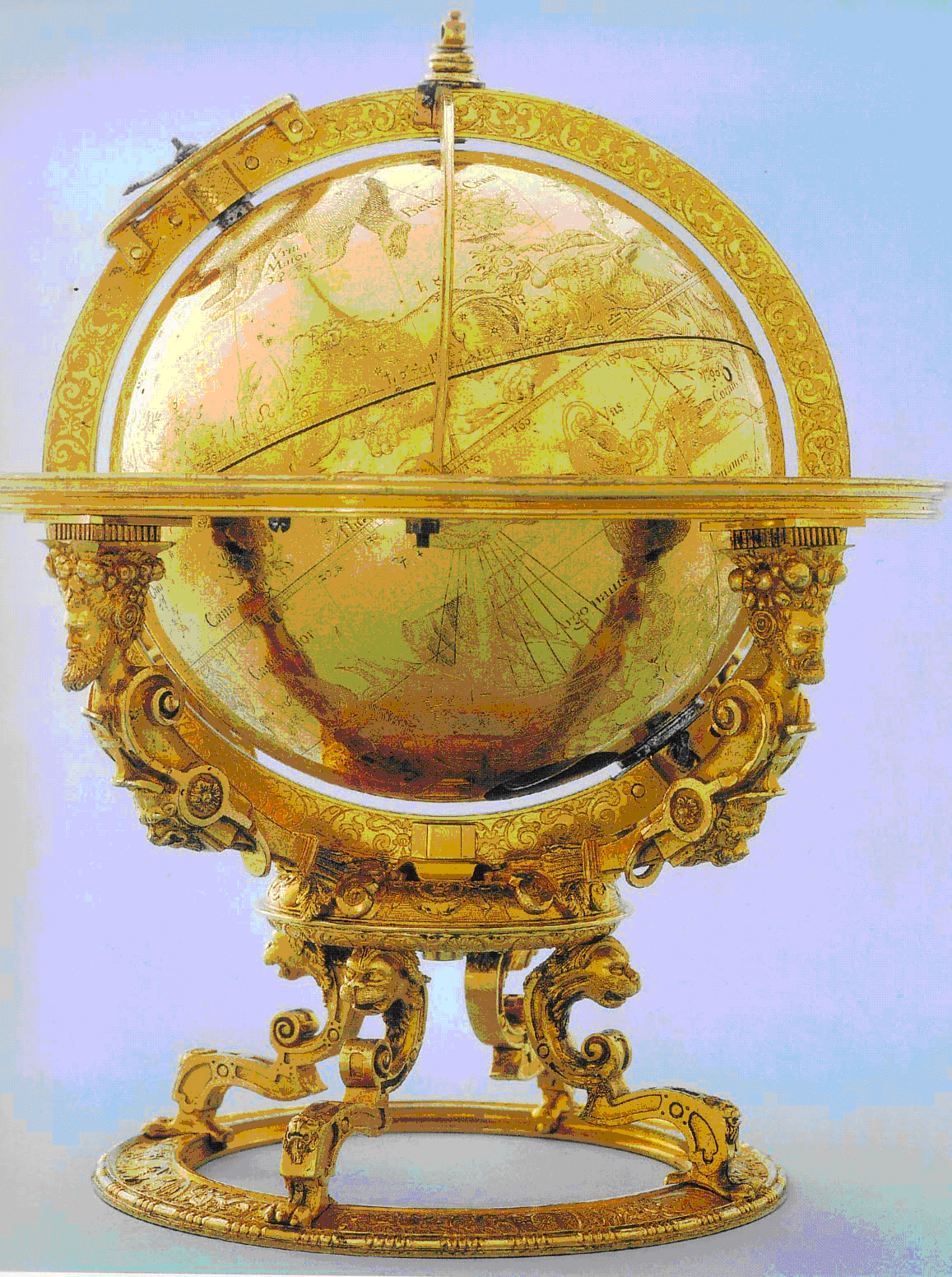
Механический звёздный глобус, изготовленный в 1594 году в Касселе, экспонирующийся в Швейцарском национальном музее

В 1585 году Бюрги сконструировал для ландграфа Вильгельма IV часы с тремя стрелками. Впервые в часах кроме часовой и минутной была встроена ещё и секундная стрелка. С помощью этих часов стало возможным измерять новую единицу времени — секунду. Таким образом Йост Бюрги считается первооткрывателем секунды.
В 1588 году Бюрги открыл логарифмы, таблицы которых он опубликовал в 1620 году (независимо от Джона Непера). Таблицы Бюрги были менее удобны, чем уже успевшие получить широкую известность неперовские, поэтому публикация Бюрги осталась практически незамеченной, была вскоре забыта и вновь обнаружена лишь в 1856 году.
В 1594 году совместно с Антониусом Эйзенхойтом создаёт автоматический небесный глобус с изображением известных к концу XVI столетия созвездий.
Вместе с Ротманном составил каталог 121 звезды, причём в первый раз измерение времени служило средством определения мест звёзд.
В 1604 году получил от императора в Пражском Граде мастерскую и двух помощников.

## Эпонимы
В честь Бюрги назван кратер на Луне.